# Іллінський заказник
Іллі́нський зака́зник — гідрологічний заказник загальнодержавного значення в Україні. Розташований у межах Поліського району Київської області, на північний схід від смт Вільча.
Площа 2000 га. Створений 25 лютого 1980 року. Підпорядкований Державному департаменту-адміністрації зони відчуження.
У заказнику охороняються болотно-лісовий масив у долині та заплаві річки Іллі. Рослинність типова для північної частини Київського Полісся. На підвищених ділянках переважають соснові ліси, є ділянки дібров. На знижених місцях вони змінюються сфагновими та березовими болотами. Заплавні ділянки вкриті переважно лісовими болотами з вільхою та вербою. У трав'яному покриві домінують очерет, комиш лісовий, осока. Трапляється рідкісні рослини — любка дволиста, коручка чемерникоподібна, занесені до Червоної книги України, а також реліктовий вид — папороть страусове перо.
Тваринний світ характерний для Полісся. З рідкісних видів трапляються лелека чорний і змієїд, занесені до Червоної книги України. Також у межах заказника існує кілька поселень бобрів.